# Liquid Tension Experiment
Liquid Tension Experiment ist eine US-amerikanische Progressive-Rock/Metal-Supergroup, die 1997 von Mike Portnoy, dem Schlagzeuger von Dream Theater, ins Leben gerufen wurde. Weitere Mitglieder waren der Bassist Tony Levin (unter anderem King Crimson, Peter Gabriel), Gitarrist John Petrucci (ebenfalls Dream Theater) sowie Keyboarder Jordan Rudess (seit 1999 bei Dream Theater).

## Geschichte

### Erste Phase (1998/1999)
Das erste Album des Projekts, Liquid Tension Experiment, wurde 1998 in nur sechs Tagen aufgenommen. Das Debüt enthält acht komponierte Stücke sowie eine knapp 30-minütige Jamsession namens Three Minute Warning. Nach der Veröffentlichung wurde am 31. Januar 1999 ein Konzert auf der NAMM gegeben. 
Das zweite Album, Liquid Tension Experiment 2, ist größtenteils zwischen dem 11. Oktober und dem 29. November 1998 aufgenommen worden. Es enthält acht Stücke, die zwischen viereinhalb und knapp 17 Minuten dauern und von denen drei improvisiert sind. Das fast 17-minütige Hauptstück 'When the Water Breaks' trägt seinen Namen, weil John Petruccis Frau in der Zeit der Aufnahmearbeiten ihre gemeinsame Tochter Kiara gebar. Es enthält auch einige Elemente, die auf das Ereignis hinweisen: So ist zu Anfang eine (Kinder-)Spieluhr zu hören und Petrucci imitiert während des Stücks mehrere Male Babylaute mit seiner Gitarre. Aufgrund der Geburt konnten einige Gitarrenspuren erst 1999, einige Monate nach den Hauptaufnahmen eingespielt werden.
Bereits nach den Aufnahmen zum ersten LTE-Album hatte sich Keyboarder Jordan Rudess Portnoys und Petruccis Stammband Dream Theater angeschlossen, wo er die Nachfolge von Derek Sherinian angetreten hatte. Da mittlerweile also drei der vier LTE-Mitglieder bei Dream Theater aktiv waren, verständigte man sich darauf, dass es bis auf weiteres keine neuen LTE-Alben mehr geben werde. Auch wurde Mike Portnoy nach eigenen Angaben vom Plattenlabel Magna Carta, bei dem Liquid Tension Experiment ihre zwei Alben veröffentlicht hatten, betrogen, weshalb er kein weiteres Mal mit Magna Carta zusammenarbeiten wolle.

### Zweite Phase (seit 2007)
Anfang 2007 fand ein Treffen zwischen Tony Levin und den anderen LTE-Mitgliedern statt. Eine Fortsetzung des Projekts im Jahre 2008 wurde seitens der Mitglieder nicht mehr ausgeschlossen.
Am 26. Oktober 2007 erschien unter dem Namen Liquid Trio Experiment ein Album namens Spontaneous Combustion. Es enthält Aufnahmen, die bereits während der Arbeiten am zweiten Liquid-Tension-Experiment-Album entstanden waren. Die Musiker Levin, Rudess und Portnoy spielten einige spontane Jams ein, da sie, als Petrucci wegen der Geburt seines dritten Kindes bei seiner Frau im Krankenhaus war, die gebuchte Studiozeit nicht ungenutzt verstreichen lassen wollten.
Zum zehnjährigen Jubiläum dieser Zusammenarbeit traten die vier Musiker in den USA auf, darunter auch im Rahmen des NEARfests in Bethlehem (Pennsylvania). 2009 erschien das Live-Album Liquid Trio Experiment 2: When the Keyboard Breaks – Live in Chicago. Der Titel des Albums ist eine Anspielung auf das Stück When the Water Breaks von 1999 und bezieht sich auf Probleme mit Rudess’ Keyboard etwa um die Mitte der Aufführung im Park West, die die Musiker dazu veranlassten, untereinander ihre Instrumente zu tauschen und den Rest des Auftritts vollständig zu improvisieren. Auf dem Album ist ausschließlich dieser improvisierte Teil komplett enthalten. Als (spontaner) Gastmusiker agierte Charlie Benante von der Metal-Band Anthrax.

### LTE3
Einige Jahre nachdem Mike Portnoy Dream Theater verlassen hatte, wurde in Interviews verlautbart, dass alle Mitglieder der Band ein neues Album aufnehmen würden, sobald es die Zeit erlaubt. Am 15. Dezember 2020 sind erste Teaser in den sozialen Medien aller Band-Mitglieder veröffentlicht worden. Am 17. Dezember 2020 wurden erste, kurze Musik-Ausschnitte des dritten Albums veröffentlicht. Das Album ist am 16. April 2021 beim deutschen Label InsideOut Music erschienen.

## Diskografie

### Studioalben
- 1998: Liquid Tension Experiment
- 1999: Liquid Tension Experiment 2
- 2007: Liquid Trio Experiment: Spontaneous Combustion
- 2021: Liquid Tension Experiment 3

### Andere Alben
- 2009: Liquid Trio Experiment 2: When the Keyboard Breaks – Live in Chicago
- 2009: Liquid Tension Experiment: Live in LA
- 2009: Liquid Tension Experiment: Live in NYC
- 2009: LTE Live 2008 (Box mit allen Liveaufnahmen)

### Videoalben
- 1999: Mike Portnoy’s Liquid Drum Theater
- 2021: Mike Portnoy’s LTE3